# Echium gaditanum
Echium gaditanum Boiss.  es una especie perteneciente a la familia de las boragináceas.

## Hábitat
Se encuentra en dunas y arenales costeros o subcosteros; de 0-100 m en el sur de la península ibérica y NW de África. Áreas costeras del Sector gaditano-onubo-algarviense y más raro en arenas y calcarenitas del interior. En España en Cádiz, Huelva, Málaga y Sevilla.

## Descripción
Es una hierba bienal o perenne, uni o multicale, setoso-híspida. Tallos de hasta 100 (-150) cm., simples o escasamente ramificados, con indumento doble de setas rígidas de base pustulada y pelos cortos adpresos y retrorsos. Hojas con indumento doble de setas rígidas patentes y setas y pelos cortos más o menos patentes o adpresos.; las de la base de hasta 22 x 2,5 cm, estrechamente elípticas o estrechamente oblanceoladas, gradualmente estrechadas en peciolo; las caulinares de hasta 10 (-13) x 1,5 (-2,5) cm, estrechamente oblongas, elípticas u oblongo-elípticas, con margen frecuentemente ondulado; las superiores ovadas o lanceoladas, sentadas. Inflorescencia espiciforme, laxa, con cimas de hasta 10 (-15) cm, y más o menos rectas en la fructificación. Brácteas de 5,5-10 x 1,5-3 (-3,5) mm, tan lagas o más larga que cáliz, de linear-lanceoladas a ovado-lanceoladas. Cáliz con lóbulos de (3-) 4,5-7 (-10) x 0,5-2 mm, lineares u ovado-lanceolados, alargándose ligeramente en la fructificación, setoso-híspidos a subseríceos, con pelos cortos abundantes. Corola de (10-) 12-16 (-20) mm, infundibuliforme, zigomorfa, generalmente abruptamente ensanchada hacia la mitad, con tubo bien marcado, con pelos largos sobre los nervios, particularmente en los lóbulos, y pelos cortos por casi toda la superficie externa, azul-grisácea o azul-violeta. Androceo con (3-) 4 (-5) de los estambres escasamente exertos, con filamentos glabros. Núculas de 2-3 (-3,2) x 1,4-2 (-2,2) mm, diminuta e irregularmente tuberculado-rugosas, grises. 2n=32.

## Observaciones
Sauvage & Vindt (in Bull. Soc. Sc. Nat. Phys. Maroc 36: 20, 1956) eligieron como tipo de esta especie un ejemplar del herbario de Ginebra recolectado por Haenseler en la provincia de Málaga, en cuya etiqueta está escrito con otra tinta “Circa, Gaucín, Casares, etc”, que aseguran coincide con las plantas de E. gaditanum de la costa occidental de Marruecos. Ciertamente la indicación de Boissier (e.c.) de esta especie en las localidades del interior de la provincia de Málaga: Gaucín, Istán, Casares, donde al parecer no se ha vuelto a recolectar E. gaditanum, plantea un problema sobre el origen de los materiales en los que Boissier basó la descripción de esta especie, puesto ya de manifiesto por P. Gibbs (in lagascalia 1: 74, 1971), quien indica que es una planta casi exclusivamente de las arenas litorales. No obstante, el mismo P. Gibbs (l. c. 72) identifica como E. gaditanum plantas recolectadas por Lacaita “In Medina Sidonia, Hillside below the town” a unos 20 km de la costa, y se encuentra también entre Jimena de la Frontera y San Roque, no tan lejos de Gaucín, aunque cerca de la costa, y entre el Viso del Alcor y Carmona, en la comarca de los Alcores de Sevilla, sobre arenas resultantes de descomposición de calcarenitas terciarias.

## Taxonomía
Echium asperrimum fue descrita por Pierre Edmond Boissier  y publicado en Voy. Bot. Espagne 1: 422 1841.
Citología
Número de cromosomas de Echium gaditanum (Fam. Boraginaceae) y táxones infraespecíficos: 2n=32
Etimología
Echium: nombre genérico que deriva del griego echium, lo que significa víbora, por la forma triangular de las semillas que recuerdan vagamente a la cabeza de una víbora.
gaditanum: epíteto geográfico que alude a su localización en Cádiz.

## Nombre común
Castellano: viborera de Cádiz.